# Pittenweem (circonscription du Parlement d'Écosse)
Pittenweem dans le Fife était un Burgh royal qui a élu un Commissaire au Parlement d'Écosse et à la Convention des États.
Après les Actes d'Union de 1707, Pittenweem, Anstruther Easter, Anstruther Wester, Crail et Kilrenny ont formé le district de Anstruther Easter, envoyant un membre à la Chambre des communes de Grande-Bretagne.

## Liste des commissaires de burgh
- 1662-63: Thomas Swinton [1]
- 1665 convention, 1681-82: George Russel, conseiller municipal [2]
- 1669-74: Harry Wilkie [3]
- 1678 (convention): John Myrton, bailli [4]
- 1685-86: James Cook, bailli
- 1689 (convention), 1689-1701: George Smyth de Giblistoun [5]
- 1702-07: George Smyth le jeune de Giblistoun[6]